# Luka (župa)
Luka je bila srednjovjekovna župa Humske zemlje. Prostirala s obje strane Neretve, od Počitelja do ušća Neretve.
Prvi se put spominje 12. stoljeću u Ljetopisu popa Dukljanina kao jedna od devet županija Humske zemlje, te u 13. stoljeću u darovnicama srpskih vladara. Župa je gospodarski bila povezana s Dubrovačkom Republikom. Intenzivna trgovina odvijala se u Drijevi, te u utvrdama Brštanik, Novi i Vratar. Spominju se i carinarnice u Nehranju (na području današnjih Višića) i Nerezima (negdje između današnjih Tasovčića i Prebilovaca).
U sastavu Neretvanske kneževine bila je u ranom srednjem vijeku. Krajem 13. i u prvoj polovici 14. stoljeća bila je pod vlašću Bribirskih, Pavla I. i Mladena II., a u drugoj polovici 14. i prvoj polovici 15. stoljeća pod vlašću Kotromanića, da bi do osmanskog osvajanja bila pod vlašću hrvatsko-ugarskih kraljeva.

## Vanjske poveznice
- Grad Metković  Arhivirana inačica izvorne stranice od 25. lipnja 2016. (Wayback Machine) Zemljovid s ucrtanim položajem župe Luke